# Nāybīn
Nāybīn (persiska: نای بین, نايبين) är en ort i Iran.   Den ligger i provinsen Västazarbaijan, i den nordvästra delen av landet, 600 km väster om huvudstaden Teheran. Nāybīn ligger 1 284 meter över havet och antalet invånare är 422.
Terrängen runt Nāybīn är platt åt nordost, men åt sydväst är den kuperad.Runt Nāybīn är det ganska tätbefolkat, med 185 invånare per kvadratkilometer. Närmaste större samhälle är Kashtībān, 16,4 km norr om Nāybīn. Trakten runt Nāybīn består till största delen av jordbruksmark.